# Effets de site sismiques
Les effets de site sismiques correspondent à une amplification des ondes sismiques dans les couches géologiques proches de la surface de la Terre. Le mouvement du sol en surface peut être fortement amplifié lorsque des conditions géologiques défavorables sont réunies (e.g. sédiments). Les destructions dues à un séisme sont alors largement aggravées comme dans le cas du séisme de 1985 à Mexico. Dans le cas des bassins sédimentaires, on fait souvent l'analogie avec un bol de gelée que l'on agite.
Cet article définit brièvement le phénomène, présente l'exemple du séisme de 1985 à Mexico, propose une analyse théorique du phénomène (via les ondes mécaniques) et détaille quelques résultats de recherche sur les effets de site sismiques à Caracas.

## Définition du phénomène

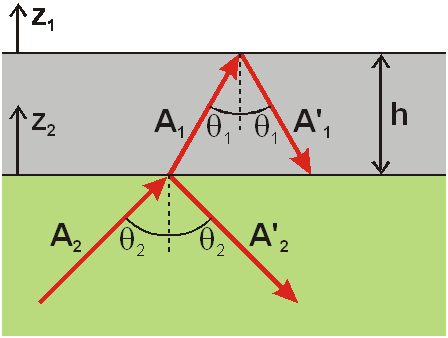
Fig.1 : Amplification d'ondes sismiques (SH) dans une couche horizontale : différents champs d'ondes. Seismic wave amplification (SH-waves) in a horizontal layer: various wavefields.

Au cours de leur propagation, les ondes sismiques sont réfléchies et réfractées à l'interface entre les différentes couches géologiques (Fig.1).
L'exemple de la Figure 1 illustre ce phénomène d'amplification des ondes sismiques pour des couches géologiques horizontales. On considère un demi-espace élastique homogène (en vert) sur lequel repose une couche de sédiments élastique d'épaisseur constante {\displaystyle h} (en gris). Une onde de cisaillement {\displaystyle SH} d'amplitude {\displaystyle A_{2}} atteint l'interface entre le demi-espace et la couche sédimentaire avec une incidence {\displaystyle \theta _{2}}. Elle donne ainsi naissance à :
- une onde réfléchie dans le demi-espace inférieur d'amplitude {\displaystyle A_{2}^{'}} et d'incidence {\displaystyle \theta _{2}}

- une onde réfractée (ou transmise) dans la couche supérieure d'amplitude {\displaystyle A_{1}} et d'incidence {\displaystyle \theta _{1}}

L'onde réfractée dans la couche donne elle-même naissance à une onde réfléchie sur la surface libre d'amplitude {\displaystyle A_{1}^{'}} et d'incidence {\displaystyle \theta _{1}}. Cette onde sera réfléchie et réfractée plusieurs fois à la base et au sommet de la couche. Si la couche est moins rigide que le demi-espace, l'amplitude en surface peut être supérieure à {\displaystyle A_{2}} et conduire à une amplification des ondes sismiques ou effets de site sismiques. Lorsque les interfaces entre les couches géologiques ne sont pas horizontales, il est également possible d'étudier les effets de site sismique en prenant en compte les effets de bassin dus à la géométrie complexe du remplissage sédimentaire.
Dans cet article, on propose quelques exemples d'effets de site sismiques observés ou simulés lors de grands séismes ainsi qu'une analyse théorique du phénomène d'amplification.

## Exemple: effets de site à Mexico (1985)

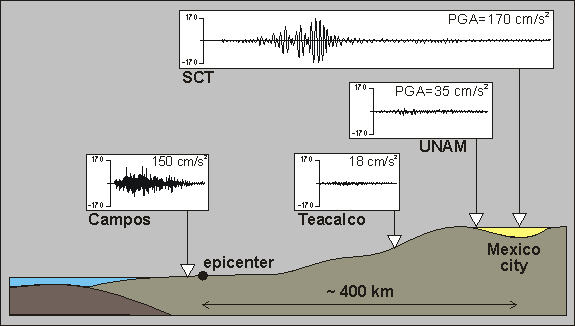
Fig.2 : Effets de site sismiques à Mexico : enregistrements réalisés lors du séisme de 1985.
Site effects in Mexico city: recordings from the 1985 earthquake

Les effets de site sismiques ont été mis en évidence de façon flagrante lors du séisme de Mexico-Michoacan de 1985. Alors que l'épicentre du séisme était situé sur la côté Pacifique, à plusieurs centaines de km de la ville de Mexico, les secousses sismiques furent extrêmement violentes conduisant à des dégâts très importants.
La Figure 2 montre les enregistrements réalisés à différentes distances de l'épicentre pendant le séisme. L'amplitude d'accélération mesurée à différentes distances de l'épicentre varie fortement :
- station Campos : cette station est située très près de l'épicentre et a subi une accélération maximale de {\displaystyle 150~cm/s^{2}},

- station Teacalco : cette station est située à plus de 200 km de l'épicentre et a subi une accélération maximale nettement plus faible (environ {\displaystyle 18~cm/s^{2}}). Cette décroissance d'amplitude est due à l'atténuation des ondes au cours de la propagation[1] : atténuation géométrique due à l'expansion du front d'onde et atténuation matérielle (ou intrinsèque) due à la dissipation d'énergie au sein du milieu (e.g. frottement entre grains),

- station UNAM : cette station est située à plus 300 km de l'épicentre et a subi une accélération maximale de {\displaystyle 35~cm/s^{2}}, supérieure à celle enregistrée à la station Teacalco,

- station SCT : cette station est située au centre de Mexico à presque 400 km de l'épicentre et a subi une accélération maximale très forte à près de {\displaystyle 170~cm/s^{2}}.

On constate donc que l'amplitude d'accélération diminue fortement avant d'augmenter à proximité du remplissage sédimentaire sur lequel la ville de Mexico s'est développée.

## Analyse théorique des effets de site sismiques: milieu tabulaire
Dans le cas d'un milieu tabulaire (couches d'épaisseurs constantes, cf Fig.1), il est possible d'analyser les effets de site sismiques de façon théorique. On considère une onde de cisaillement {\displaystyle SH} (i.e. polarisée perpendiculairement au plan de la figure) réfléchie et réfractée à l'interface entre les deux milieux et réfléchie sur la surface libre.
En s'appuyant sur la Fig.1, on peut analyser la propagation des différentes ondes dans la couche sédimentaire ({\displaystyle i=1}) et dans le demi-espace ({\displaystyle i=2}). En supposant ces milieux comme élastiques linéaires et en écrivant les conditions de continuité à l'interface (déplacement et vecteur contrainte) ainsi que les conditions de surface libre, on peut déterminer le rapport spectral {\displaystyle {\bar {T}}(\omega )} entre le mouvement en surface et le mouvement qu'il y aurait à la surface du demi-espace en l'absence de couche sédimentaire :
{\displaystyle {\bar {T}}(\omega )={\frac {2A_{1}}{2A_{2}}}={\frac {1}{\cos k_{z_{1}}h+i{\bar {\chi }}\sin k_{z_{1}}h}}}
où {\displaystyle k_{z_{1}}={\frac {\omega \theta _{i}}{V_{S_{i}}}}}  ;   {\displaystyle {\bar {\chi }}={\sqrt {\frac {\mu _{1}\rho _{1}}{\mu _{2}\rho _{2}}}}{\frac {\cos \theta _{1}}{\cos \theta _{2}}}} et :
- {\displaystyle h} est l'épaisseur de la couche,
- {\displaystyle \theta _{i}} est l'incidence de l'onde dans le milieu {\displaystyle i},
- {\displaystyle \rho _{i}} est la masse volumique du milieu {\displaystyle i},
- {\displaystyle \mu _{i}} est le module de cisaillement du milieu {\displaystyle i},
- {\displaystyle k_{z_{1}}} est le nombre d'onde vertical dans le milieu 1,
- {\displaystyle V_{S_{i}}={\sqrt {\frac {\mu _{i}}{\rho _{i}}}}} est la célérité des ondes de cisaillement.

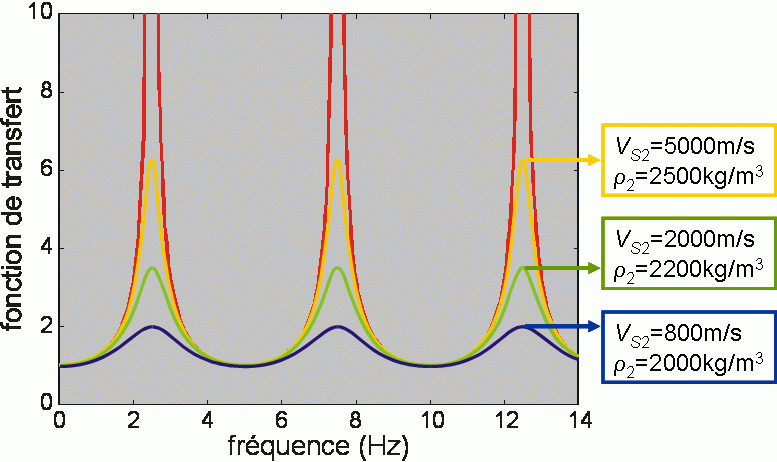
Fig. 3 : Amplification d'ondes sismiques (SH) dans une couche horizontale : fonction de transfert pour différentes célérités d'ondes dans le substratum.
Amplification of a plane seismic (SH) wave in a horizontal layer: transfer function for various velocity values in the bedrock.

La Fig.3 donne l'évolution du rapport spectral {\displaystyle {\bar {T}}} en fonction de la fréquence pour différentes valeurs des caractéristiques du demi-espace (sachant que {\displaystyle V_{S_{1}}=200~m/s} pour la couche sédimentaire). On constate que l'amplification du mouvement peut être très forte à certaines fréquences. Le niveau d'amplification dépend du contraste de célérité d'ondes {\displaystyle {\bar {\chi }}} et prend les valeurs maximales suivantes :
- {\displaystyle |{\bar {T}}_{max}|=2} pour {\displaystyle V_{S_{2}}=800~m/s} (courbe bleue),
- {\displaystyle |{\bar {T}}_{max}|\simeq 3.5} pour {\displaystyle V_{S_{2}}=2000~m/s} (courbe verte),
- {\displaystyle |{\bar {T}}_{max}|\simeq 6} pour {\displaystyle V_{S_{2}}=5000~m/s} (courbe jaune).

La courbe rouge correspond au cas où le contraste de célérité entre la couche et le demi-espace est très grand ({\displaystyle {\bar {\chi }}\gg 1}) ; l'amplification devient alors très grande. Comme le montre la Fig.3, l'amplification maximale est atteinte à certaines fréquences correspondant à la mise en résonance de la couche sédimentaire. La fréquence fondamentale de la couche (ou 1re fréquence de résonance) peut être aisément calculée sous la forme : {\displaystyle f_{0}={\frac {V_{S_{1}}}{4h}}}. Le mode fondamental correspond donc à une résonance en quart de longueur d'onde. 
Lorsque les couches sédimentaires ne sont pas horizontales (e.g. bassin sédimentaire), l'analyse s'avère plus complexe puisqu'il est nécessaire de tenir compte des ondes de surfaces créées par les hétérogénéités latérales (e.g. bords de bassin). Dans de tels cas, outre les analyses expérimentales, il est possible de réaliser des analyses théoriques dans les cas simples et numériques dans les cas plus complexes. 

## Effets de site sismiques dans les bassins sédimentaires: exemple de Caracas

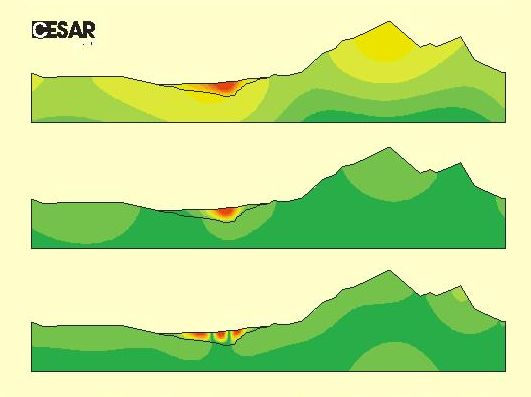
Fig.4 : Amplification des ondes sismiques à Caracas (simulation en fréquence par la méthode des éléments de frontière).
Seismic site effects in Caracas (BEM simulations in the frequency domain).

Dans les bassins sédimentaires, les effets de site se traduisent également par l'apparition d'ondes de surface créées en bord de bassin. Ce phénomène peut fortement accroître l'amplification du mouvement sismique. L'aggravation du niveau d'amplification par rapport au cas tabulaire peut souvent être d'un facteur 5 à 10. Cela dépend à la fois du contraste de célérité entre les couches et de la géométrie du bassin. On évoque alors les effets de bassin et on peut faire l'analogie avec les vibrations dans un bol de gelée.  
L'analyse théoriques des effets de site dans des canyons ou des bassins sédimentaires semi-circulaires a été réalisée à l'aide de méthodes semi-analytiques au début des années 80. Des simulations numériques récentes ont permis d'analyser les effets de site dans des bassins sédimentaires de forme ellipsoïdale. Suivant la géométrie du bassin, l'aggravation des effets de site, comparativement au cas tabulaire, est plus ou moins forte.
Lorsque les caractéristiques du bassin sédimentaire sont connues, il est possible de simuler les effets de site numériquement. L'exemple de la Figure 4 illustre le phénomène d'amplification pour le site de Caracas,. Le niveau d'amplification d'une onde plane ({\displaystyle SH}) est calculé par la méthode des éléments de frontière dans le domaine des fréquences. Chaque carte de couleur donne le niveau d'amplification {\displaystyle A_{0}} à une fréquence donnée {\displaystyle f_{0}} :
- en haut : {\displaystyle f_{0}=0.3Hz~;~A_{0}=2.53}. Les effets de site dus à la topographie apparaissent clairement au sommet de la montagne (à droite). Les effets de site dus au bassin sédimentaire conduisent toutefois à un niveau d'amplification supérieur.
- au milieu : {\displaystyle f_{0}=0.4Hz~;~A_{0}=8.83}. Les effets de site topographiques sont négligeables comparativement aux effets de site dus au bassin qui sont 4 fois plus forts qu'à 0.3Hz.
- en bas : {\displaystyle f_{0}=0.6Hz~;~A_{0}=7.11}. Les effets de site dans le bassin sont du même ordre qu'à 0.4Hz mais on observe une longueur d'onde nettement plus petite.

De nombreux sites ont été analysés par différents auteurs aussi bien pour des séismes faibles que pour des séismes forts (cf synthèse). Dans ce dernier cas, il est nécessaire de tenir compte des non linéarités de comportement du sol sous fortes sollicitations voire du phénomène de liquéfaction qui peut conduire à une perte de résistance du sol.